# 帕里斯 (密蘇里州)
帕里斯（英語：Paris）是位於美國密蘇里州門羅縣的城市。同時該地也是門羅縣的縣治。

## 人口
根據2020年美國人口普查的數據，帕里斯的面積為3.29平方千米，當中陸地面積為3.27平方千米，而水域面積為0.02平方千米。當地共有人口1161人，而人口密度為每平方千米353人。